# Мінський автомобільний завод
ВАТ «Мінський автомобільний завод» (біл. Мінскі аўтамабільны завод, МАЗ) — найбільше державне підприємство Білорусі з випуску великовантажної автомобільної, а також автобусної, тролейбусної та причіпної техніки.
МАЗи добре зарекомендували себе в роботі в районах Крайньої Півночі, пустелях Каракумів і Сахари, у тропіках Африки, Південно-Східної Азії та Америки, на Близькому і Середньому Сході, горах Латинської Америки. Автомобілі МАЗ постачалися в більш ніж 45 країн світу. Після проблемного періоду початку 1990-х, сьогодні МАЗ зміг повернутися на ринки більшості із цих регіонів.
Завод є самостійним суб'єктом господарювання з правом юридичної особи, що входить як головне підприємство до складу Виробничого об'єднання «БелавтоМАЗ» (у складі якого перебуває також РУП «МоАЗ», Могильов; РУП «БААЗ», Барановичі; РУП «Оаза», Осиповичі; РУА «КЗТШ», Жодино; РУП «Літмаш», Мінськ; ПРУП «ДЕМЗ», Дзержинськ; РУП «СтройМАЗтрест», Мінськ).

## Історія
У 1942 році німці, що окупували Мінськ, найняли Daimler-Benz щоб створити завод Groß-K-Werk для ремонту автомобілів і танків. На заводі працювало 5 тисяч людей і він став одним із найбільших заводів в окупованій Східній Європі.
Офіційне народження Мінського автомобільного заводу — 9 серпня 1944 року. У цей день Державний комітет оборони СРСР прийняв постанову про організацію в Мінську автоскладального заводу. Закінчувалася війна,і для відновлення зруйнованого господарства потрібно було багато вантажної автомобільної техніки. 
В 1944—1946 роках у Мінську тривала підготовка автоскладального виробництва, яке займалося складанням важких американських вантажівок GMC і Studebaker із вузлів і деталей, що поставлялися по ленд-лізу. За два роки було зібрано 18174 автомобілі.
1947 року складальний завод припинив випуск вантажівок іноземних моделей і розпочав виробництво автомобілів сімейства МАЗ-200.
Його базовою моделлю став ЯАЗ-200, виготовлення якого передали до Мінська з Ярославля, де після цього ще деякий час випускалися тривісні ЯАЗ-210, що надалі перетворилися в КрАЗи. Сам же Ярославський завод зберіг виробництво силовень — двотактних дизелів ЯАЗ-204 для МАЗів і ЯАЗ-206 для КрАЗів. Восени 1947 р. п'ять перших білоруських вантажівок-самоскидів МАЗ-205 виїхали з воріт нового автоскладального виробництва і пройшли у святковій колоні на Жовтневій демонстрації.
Попри труднощі післявоєнних років, колектив спрямував усі свої сили на подальше будівництво автозаводу та розширення модельного ряду вантажівок. Перші самоскиди МАЗ-205 «поважчали» з 5 т до 6 і далі до 7. На конвеєрі стали збирати бортові вантажівки МАЗ-200, один із яких досі перебуває на «службі» в музеї автозаводу.
На шасі серії МАЗ-200 були створені повнопривідні МАЗ-502 і лісовоз МАЗ-501, на яких вже обкатувалися і відпрацьовувалися самостійні конструкції та агрегати автомобілів наступного покоління. Керував у цей час підприємством Сергій Михайлович Кишкин (1955–1959 рр.). Тоді ж із Новосибірська на МАЗ був переведений спеціалізований конструкторський відділ, який очолював Борис Львович Шапошник, що став згодом Героєм Соціалістичної Праці. У завдання його спеціального конструкторського бюро МАЗа входило створення важких 25-тонних самоскидів, і в 1950 р. такий самоскид був створений — МАЗ-525. А в 1957 р. відправився на приймальні випробування 40-тонний самоскид МАЗ-530.
Далі виробництво важких самоскидів було налагоджене в місті Жодиному, що недалеко від Мінська. Сьогодні марку важких кар'єрних самоскидів БелАЗ знають у всьому світі.
А в той час Борис Львович став головним конструктором спеціального конструкторського бюро багатовісної важкої колісної техніки. Саме під його керівництвом створювалися військові тягачі та ракетовози для Збройних сил СРСР. Це був геніальний інженер, про якого говорили, що він народився з логарифмічної лінійкою в руках.
За весь цей період спеціалізоване КБ створило такі унікальні багатовісні машини, як МАЗ-543, МАЗ-7414, МАЗ-7904, МАЗ-7907 і т. д. Але це — військова техніка. А на шасі цієї техніки створювались і цивільні автомобілі, що отримали назву «Волат» (у перекладі з білоруського «Богатир»). Сьогодні спеціалізоване конструкторське бюро перетворилося на окреме від МАЗа підприємство, створене в лютому 1991 р. — Мінський завод колісних тягачів (МЗКТ).
У 50—60 рр., розпочалася підготовка постановки на конвеєр абсолютно нової серії мінських вантажівок МАЗ-500. Серія МАЗ-500, що встала на конвеєр у квітні 1965 р., стала першою в Радянському Союзі конструкцією вантажівки з безкапотною кабіною, яка розташована над мотором і відкидається вперед. Зміна моделі проводилася без зупинки конвеєра, паралельно з виробництвом капотного самоскида МАЗ-205, який зняли з конвеєра лише 31 грудня 1965 року.
За створення конструкції уніфікованого сімейства великовантажних автомобілів, автопоїздів і самоскидів МАЗ-500 група працівників Мінського автозаводу одержала Державну премію СРСР. Тим не менш, в 1969 р. сімейство пройшло модернізацію, й у вересні 1970 р. на конвеєр встали МАЗ-500А. Ще одній модернізації сімейство «п'ятисот» піддалося в 1976 р., а в 1977 р. почався випуск вдосконалених автомобілів вже під маркою МАЗ-5335.
У серпні 2020 частина працівників заводу долучилася до національного страйку з вимогою відставки керівника Білорусі Олександра Лукашенка.

## Міжнародні санкції
21 червня 2021 року автомобільний завод (а також його директор Іванкович) був унесений до «чорного списку ЄС». Також завод та директора у свої санкційні списки включили Канада, Швейцарія.
У 2023 році на тлі вторгнення Росії в Україну завод потрапив під санкції США (список спеціально позначених громадян і заблокованих осіб) та України. США також додали до списку санкцій Іванковича.

## Вантажні автомобілі
- Сімейства МАЗ-6422:

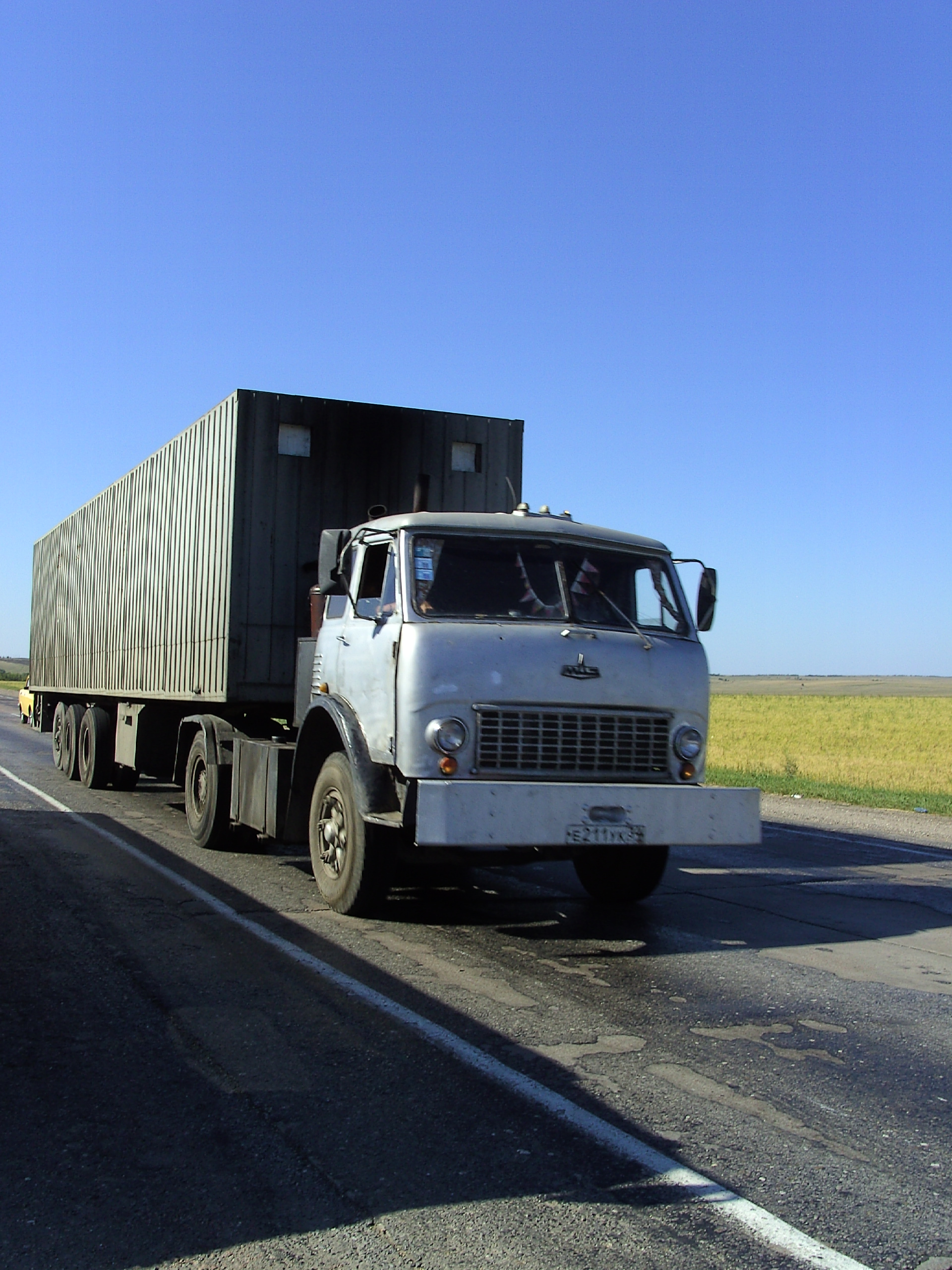
МАЗ-500

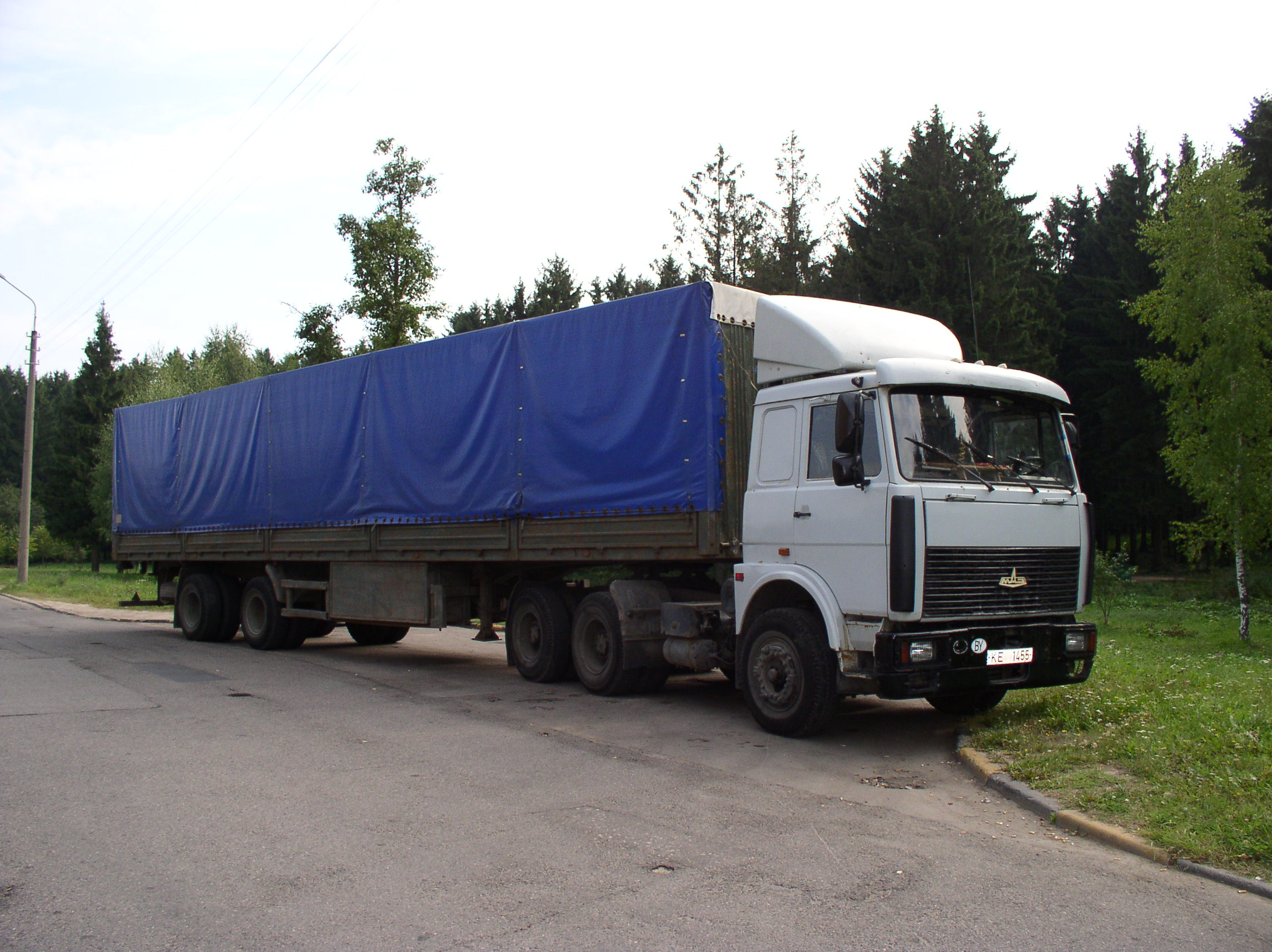
МАЗ-6422

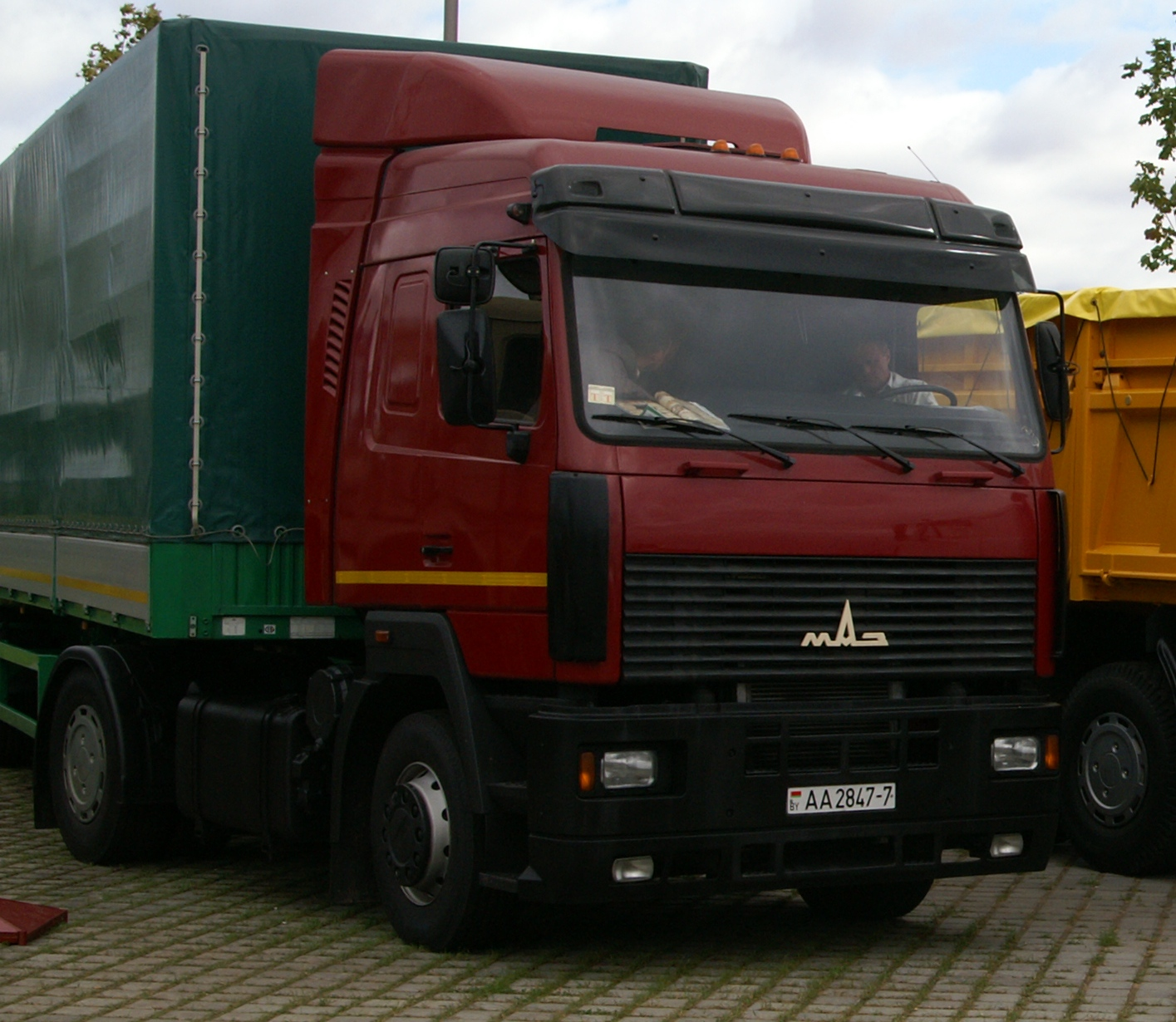
МАЗ-5440

  - Бортові автомобілі: МАЗ-5336, МАЗ-5337, МАЗ-6303, МАЗ-6317
  - Сідлові тягачі: МАЗ-5432, МАЗ-5433, МАЗ-6422
  - Самоскиди: МАЗ-5551, МАЗ-5516, МАЗ-6517

- Сімейства МАЗ-6430:
  - Бортові автомобілі: МАЗ-5340, МАЗ-5309, МАЗ-6312
  - Сідлові тягачі: МАЗ-5440, МАЗ-6430
  - Самоскиди: МАЗ-5550, МАЗ-6501, МАЗ-6516

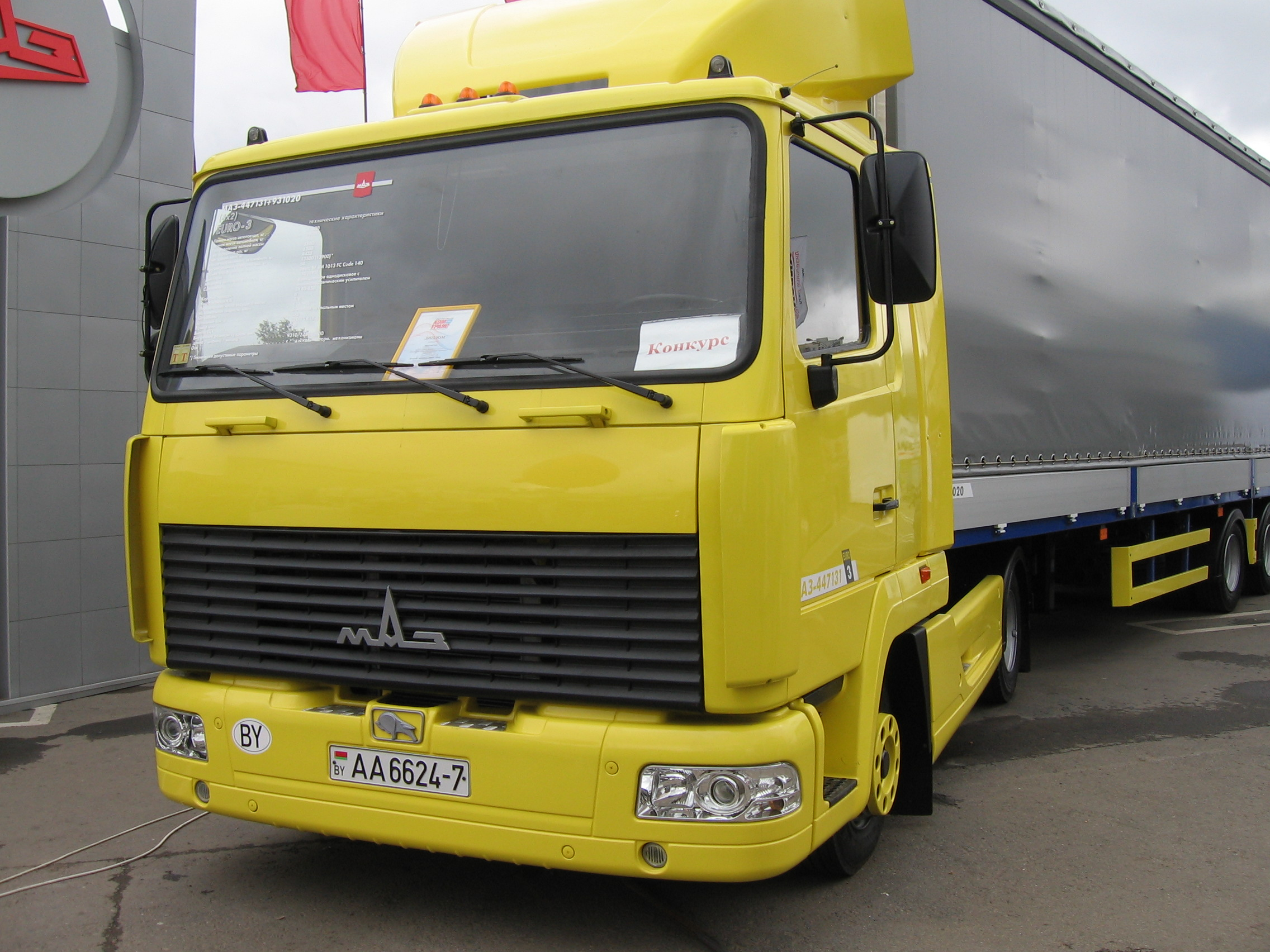
МАЗ-447131

- Середньотоннажні автомобілі:
  - МАЗ-4370, МАЗ-4570, МАЗ-4380
  - МАЗ-4371, МАЗ-4571, МАЗ-4471.

## Автобуси

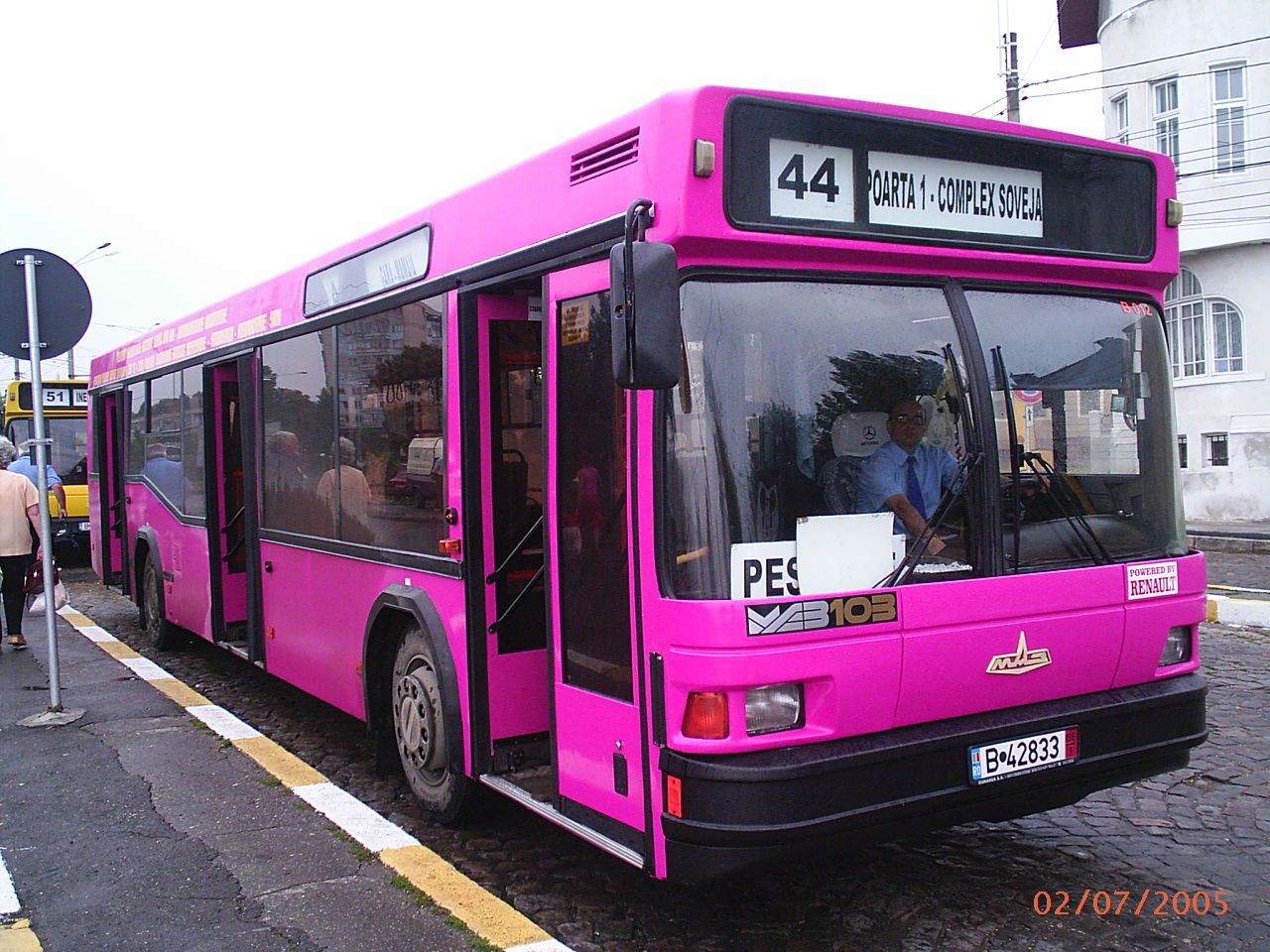
Автобус МАЗ 103

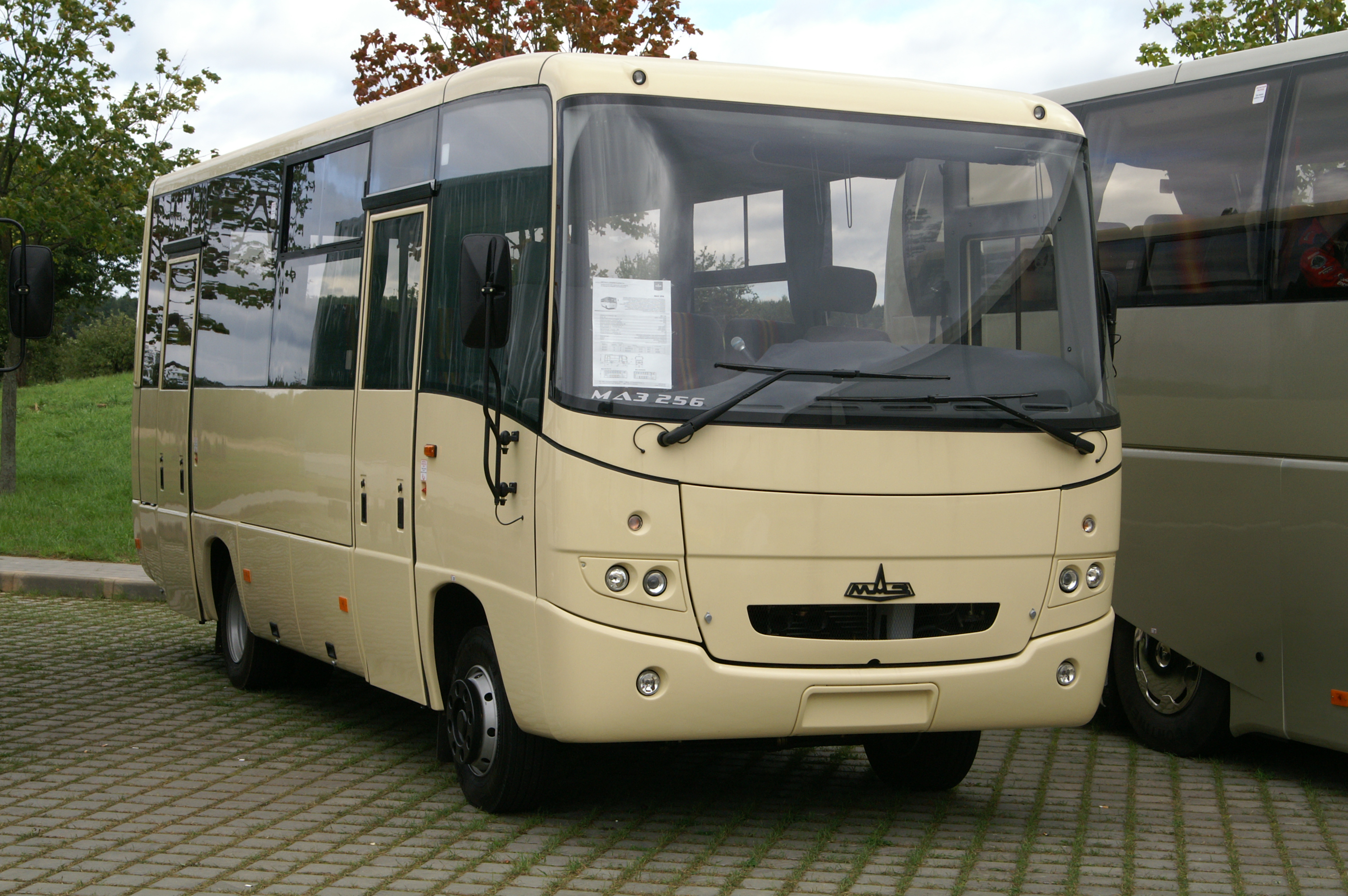
Автобус МАЗ 256

З 1992 року МАЗ починає виготовлення автобусів за ліцензією німецької компанії Neoplan. А згодом починає випуск автобусів власної конструкції. На сьогодні існують такі моделі автобусів:

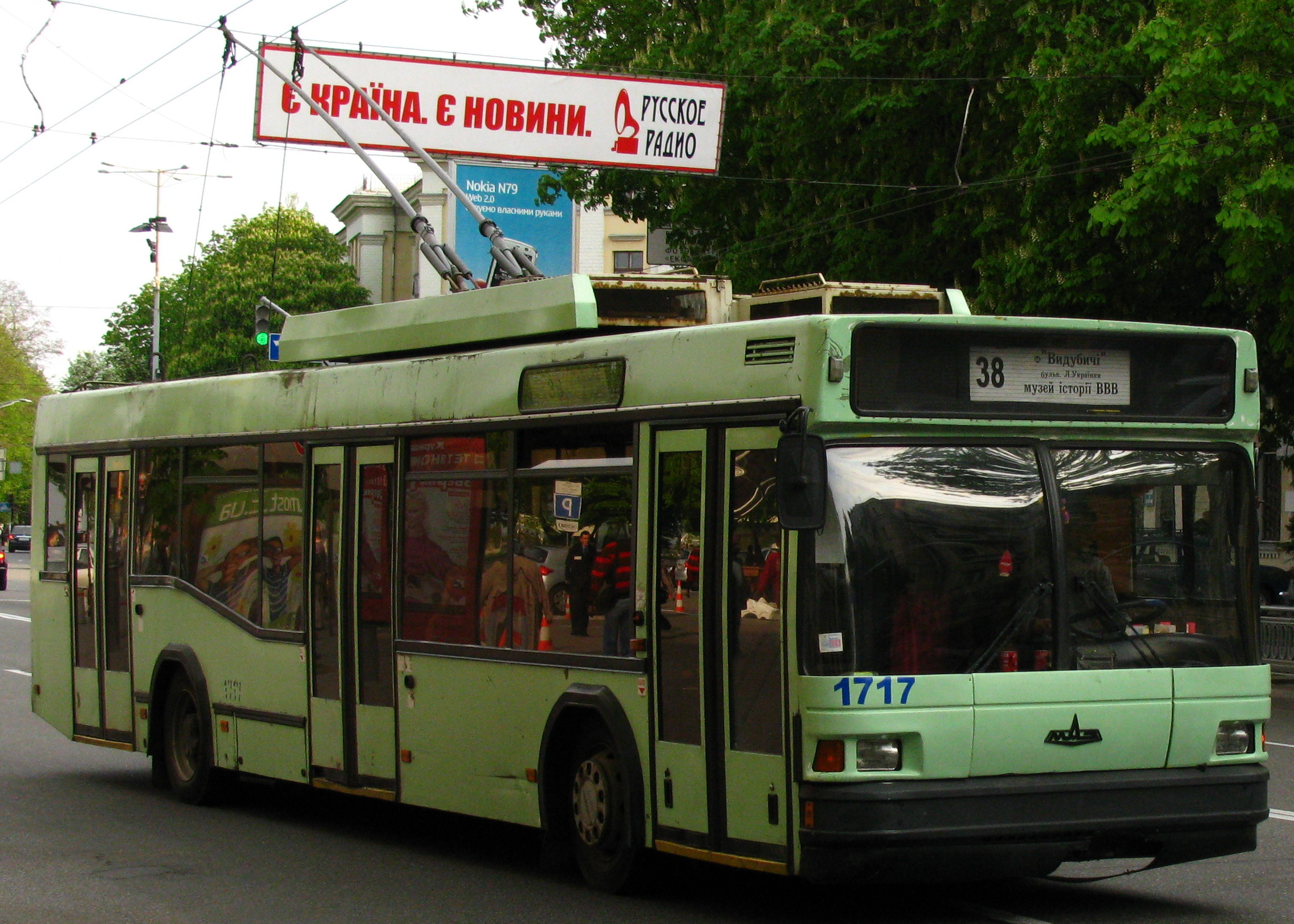
Тролейбус МАЗ 103Т

- МАЗ 101
- МАЗ 103
- МАЗ 104
- МАЗ 105
- МАЗ 107
- МАЗ 152
- МАЗ 171
- МАЗ 203
- МАЗ 205
- МАЗ 206
- МАЗ 215
- МАЗ 226
- МАЗ 251
- МАЗ 256

## Тролейбуси
В 1999 році компанія спроектувала свій перший тролейбус МАЗ 103Т, який пішов у серійне виробництво 2000 року.

## МАЗ-MAN
В 1997 році спільно з концерном «МАН» («MAN») створено спільне білорусько-німецьке підприємство ЗАТ «МАЗ-МАН», м. Мінськ, на якому до 1998 р. було налагоджено серійне виробництво великовантажної автомобільної техніки з використанням кабіни і двигуна виробництва МАН на шасі МАЗ. Одним із пріоритетних напрямків підприємства є випуск сідлових тягачів для міжнародних перевезень із колісною формулою 4x2 і 6x4, придатних для експлуатації в Європі і відповідають усім європейським вимогам. Освоєно випуск бортових вантажівок, самоскидів, фронтальних навантажувачів. На базі шасі МАЗ-МАН налагоджено виробництво бетонозмішувачів, паливозаправних автоцистерн і т. д.

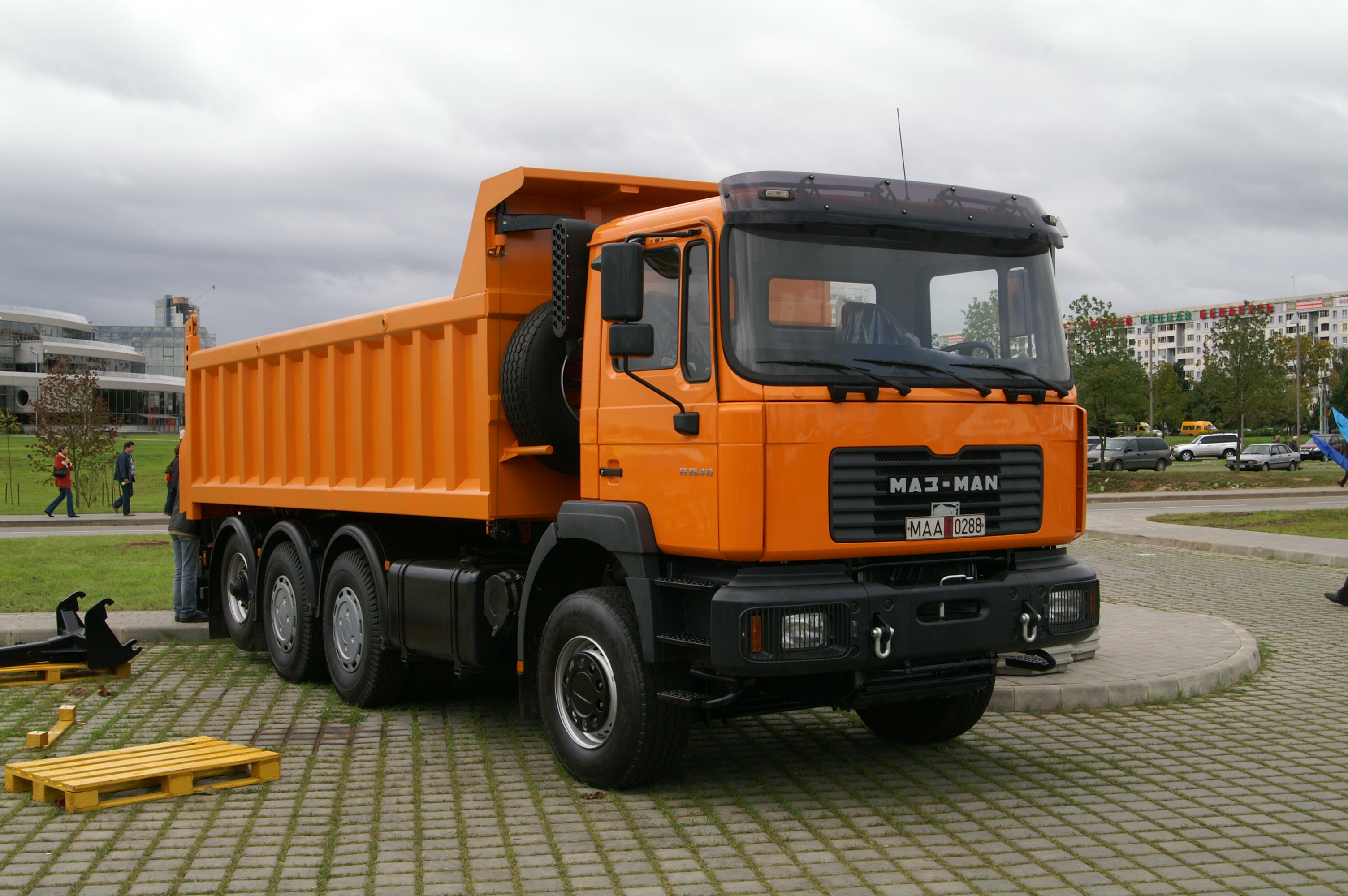
Самоскид МАЗ-MAN

Продукція білорусько-німецького підприємства демонструє перевагу техніки, створюваної з урахуванням досягнень і досвіду автомобілебудівників двох країн. Володіючи порівняною з європейськими моделями аналогічного класу якістю, продукція МАЗ-МАН у середньому на 30 відсотків дешевше, ніж автомобілі закордонного виробництва. У цей час 98% всіх автомобілів МАЗ-MAN відповідають вимогам Євро-3.
У 2004 році на спільному підприємстві було виготовлено 272 автомобілі, що на 45% більше, ніж у 2003. При цьому у 2003 році випуск продукції в порівнянні із 2002 був збільшений на 50%.
28 листопада 2005 року СП ЗАТ «МАЗ-МАН» реалізувало споживачам 1000-й сідловий тягач МАЗ-MAN.

## Хроніка найважливіших подій
- 1944, серпень — постанова Державного комітету оборони про організацію автоскладального заводу в Мінську
- 1947, жовтень — збірка в експериментальному цеху і відправка на відновлення післявоєнної розрухи перших п'яти автомобілів МАЗ-205
- 1950, червень — відправлення за кордон перших автосамоскидів МАЗ-205 на відновлення  Варшави
- 1950, вересень — початок виробництва 25-тонних автосамоскидів МАЗ-525
- 1957, березень — вихід у пробний пробіг першого дослідного зразка 40-тонного самоскида МАЗ-530
- 1958, жовтень — нагородження автозаводу вищою нагородою Всесвітньої промислової виставки в Брюсселі — «Гран-прі» за 40-тонний самоскид МАЗ-530
- 1958, листопад — складання та випробування перших дослідних зразків автомобілів МАЗ-500 і МАЗ-503
- 1965, грудень — випуск останнього автомобіля першого сімейства МАЗів автосамоскидів МАЗ-205. Повний перехід на випуск автомобілів сімейства МАЗ-500
- 1970, вересень — початок серійного виробництва на головному конвеєрі нових модернізованих автомобілів МАЗ-500А
- 1970, листопад — нагородження заводу золотою медаллю Лейпцігського ярмарку за автомобіль МАЗ-516
- 1974, грудень — створення на базі Мінського автозаводу, Барановицького, Осиповічського і Калінінградського автоагрегатного заводів і Мінського ресорного заводу виробничого об'єднання «АвтоМАЗ»
- 1975, вересень — створення на базі виробничого об'єднання «АвтоМАЗ», Білоруського і Могилівського автозаводів виробничого об'єднання «БелавтоМАЗ»
- 1980, жовтень — вручення об'єднанню «БелавтоМАЗ» міжнародної премії «Золотий Меркурій»
- 1981, травень — складання на головному конвеєрі першого сідельного тягача МАЗ-5432 нового перспективного сімейства автомобілів МАЗ-6422
- 1983, вересень — нагородження заводу золотою медаллю Пловдивського ярмарку за автопоїзд МАЗ-5432 9397
- 1987, січень — створення зовнішньоторговельної фірми «БелавтоМАЗ».
- 1988 — на великому паризькому автосалоні представлено створений на Мінському автозаводі автопоїзд модульної конструкції МАЗ-2000 «Перебудова»
- 1988, травень — демонстрація на міжнародному салоні в Гамбурзі першого тривісного автомобіля МАЗ із двигуном західнонімецької фірми «MAN»
- 1989, квітень — випуск мільйонного автомобіля МАЗ
- 1991, серпень — з нового головного конвеєра зійшов перший автомобіль
- 1992, червень — створення автобусного виробництва. Випуск першого низкопольного міського автобуса МАЗ-101
- 1997, березень — випуск першого магістрального тягача МАЗ-54421 нового сімейства автомобілів, що повністю відповідають європейським вимогам до великовантажної техніки для міжнародних перевезень
- 1999, червень — розпочато виробництво середньотоннажних автомобілів МАЗ-4370
- 1999, листопад — виготовлено перший дослідний зразок тролейбуса МАЗ-103Т
- 2000, червень — з технологічних ліній автобусного філіалу зійшов 1000-й автобус із маркою МАЗ
- 2000, 2001 — за підсумками етапів Чемпіонатів Європи з трак-тріалу екіпаж Мінського автозаводу на автомобілі МАЗ-6317 (6х6) два роки поспіль завойовував звання чемпіонів Європи
- 2001, лютий — автозаводу вручено сертифікат відповідності системи якості міжнародному стандарту ISO 9001
- 2001, серпень — автобус МАЗ-107 у номінації «Найкращий автобус салону 2001» посів перше місце
- 2002, квітень — виготовлений дослідний зразок самоскида МАЗ-551605 із тристороннім розвантаженням, двигуном ЯМЗ-238 ДЕ2
- 2002, серпень — сідельний тягач МАЗ-544003 в номінації «Найкраща вантажівка MIMS-2002» посів 1-е місце
- 2003, травень — автомобіль МАЗ-4370 визнаний найкращим комерційним вантажівкою в Росії у 2003 році
- 2003, серпень — автопоїзд МАЗ-437141 +837300 удостоєний Гран-прі в номінації «Найкраща вантажівка Автосалону-2003» на 6-му Російському міжнародному автомобільному салоні
- 2004, травень — випущено автобус другого покоління МАЗ-256
- 2004, липень — введена в експлуатацію лінія по збірці автомобілів МАЗ в Ірані
- 2007, травень — почав роботу складальний завод автомобілів МАЗ в Азербайджані